# Arcidiocesi di Drizipara
L'arcidiocesi di Drizipara (in latino: Archidioecesis Driziparena) è una sede soppressa e sede titolare della Chiesa cattolica.

## Storia
Drizipara, identificabile con Karistiran nell'odierna Turchia, è un'antica sede arcivescovile autocefala della provincia romana di Europa nella diocesi civile di Tracia e nel Patriarcato di Costantinopoli.
La città fu conquistata dagli Avari nel 591 e spesso contesa fra Bizantini ed i popoli conquistatori della Tracia. La città aveva una basilica dedicata a sant'Alessandro, che vi era stato martirizzato sotto l'imperatore Massimiano: essa fu bruciata dagli Avari che profanarono le reliquie del santo per carpirne l'argento di cui erano ricoperte.
È incerta l'epoca in cui fu eretta la diocesi, forse già nel IV secolo data l'importanza della città. Era arcidiocesi autocefala già nel VII secolo; nella Notitia Episcopatuum attribuita all'imperatore Leone VI (inizio X secolo), dove è chiamata con il nome di Mesene, occupa il 20º posto sulle 49 arcidiocesi del Patriarcato. Non è più menzionata nelle Notitiae del XV secolo.
Due soli i vescovi conosciuti di Drizipara nel primo millennio cristiano, Teodoro e Ciriaco, presenti ai concili ecumenici del 553 e del 787.
Drizipara è annoverata tra le sedi arcivescovili titolari della Chiesa cattolica; la sede è vacante dal 23 novembre 1967. La sede ha origini nel XIV secolo con il nome Missinensis, trasformatosi in Mysiensis nel XVII secolo. A partire dal XVIII secolo la sede assume il nome Drusiparena, modificato in Driziparena nel 1930.

## Cronotassi dei vescovi greci
- Teodoro † (menzionato nel 553)
- Ciriaco † (menzionato nel 787)

## Cronotassi degli arcivescovi titolari

### Vescovi titolariMissinensis
- Nicola † (1375 - 1378)
- Francesco † (? - 1397 deceduto)
- Nicola Tzymerman, O.P. † (17 ottobre 1397 - 1414 deceduto)
- Giovanni Bisterstorp, O.F.M. † (22 giugno 1414 - 1428 deceduto)
- Giovanni Costantini (Christiani), O.E.S.A. † (7 giugno 1428 - 8 ottobre 1468 deceduto)
- Giovanni Tidan, O.P. † (6 febbraio 1477 - 28 luglio 1501 deceduto)
- Ludovico de Siegen, O.F.M. † (25 maggio 1502 - 13 febbraio 1508 deceduto)
- Balthasar Waneman, O.P. † (26 agosto 1540 - 8 ottobre 1561 deceduto)
- Leonardo de Sittard, O.P. † (17 marzo 1563 - 18 giugno 1569 deceduto)
- Stefano Weber † (28 febbraio 1570 - 7 agosto 1622 deceduto)
- Ambrogio Seybeus † (22 maggio 1623 - 20 novembre 1644 deceduto)
- Bertoldo Nihusius † (21 aprile 1655 - 10 marzo 1657 deceduto)
- Pietro de Walenburg † (28 gennaio 1658 - 21 dicembre 1675 deceduto)
- Domingos Barata, O.SS.T. † (10 maggio 1700 - 1º agosto 1707 nominato vescovo di Portalegre)

### Arcivescovi titolari di Drizipara
- Gabrijel Palković, O.S.B.M. † (4 agosto 1752 - 25 febbraio 1759 deceduto)
- Clément Bonnand, M.E.P. † (19 agosto 1831 - 21 marzo 1861 deceduto)
- José Antonio de la Peña y Navarro † (7 aprile 1862 - 19 marzo 1863 nominato vescovo di Zamora)
- William Bernard Allen Collier, O.S.B. † (15 settembre 1863 - 21 novembre 1890 deceduto)
- Maxime Decelles † (14 gennaio 1893 - 24 maggio 1901 succeduto vescovo di Saint-Hyacinthe)
- Alberto Odorico Timmer, O.F.M. † (20 luglio 1901 - 26 aprile 1943 deceduto)
- Włodzimierz Bronisław Jasiński † (12 dicembre 1946 - 17 aprile 1965 deceduto)
- Theotonius Amal Ganguly, C.S.C. † (6 luglio 1965 - 23 novembre 1967 succeduto arcivescovo di Dacca)